# Barrage de Bayano
Le barrage de Bayano est un barrage hydroélectrique situé sur la Río Bayano dans la province de Darién, au Panama.

## Origine du nom
Le nom honore Bayano un Africain asservi par les Espagnols qui a dirigé la plus grande des rébellions du XVIe siècle au Panama.

## Historique
Le barrage, dont la construction s'est terminé en 1976, a inondé environ 350 kilomètres carrés de forêt tropicale et obligé le déplacement des milliers de résidents autochtones.
La zone inondée est maintenant devenue le lac Bayano. Le barrage est la deuxième source d'énergie au Panama.